# 中嶋博
中嶋 博（なかじま ひろし、1923年6月12日 - ）は、日本の教育学者、早稲田大学名誉教授。

## 来歴
広島市出身。修道高等学校を経て、1950年早稲田大学文学部哲学科教育学専攻卒、1951年同副手、54年同大学院修了、日本女子経済短期大学（のち嘉悦大学短期大学部）講師、1962年ヘルシンキ大学客員教授、1963年早大文学部助教授、1968年教授、93年定年退任、名誉教授。スウェーデン社会研究所常務理事。ヘルシンキ大学学術功労賞。教科書研究センターで特別研究員として北欧教科書の分析を行う。1984年フィンランド科学アカデミー外国会員。

## 著書
- 『アメリカ教育思想の展開』刀江書院 1959
- 『学習社会スウェーデンの道標』近代文芸社 1994
- 『北欧の教科書に関する総合的研究』教科書研究センター 2007

### 共編著
- 『福祉国家における教育』鈴木慎一,天野正治共著 南窓社 1965
- 『事典こども』一番ケ瀬康子,小嶋謙四郎共編 芸林書院 1971
- 『世界の学校教育』仙崎武共編著 福村出版 1981
- 『教育学入門 生涯学習の視点から』鈴木陽子共編著 八千代出版 1995
- 『フィンランドに学ぶ教育と学力』庄井良信共編著 明石書店 未来への学力と日本の教育 2005

### 翻訳
- レオン・バウチャー『スウェーデンの教育 伝統と変革』学文社 1985
- OECD教育研究革新センター『親の学校参加 良きパートナーとして』山西優二,沖清豪共訳 学文社 1998
- OECD教育研究革新センター『人生への準備は万全? OECD新国際教育指標開発』澤野由紀子共訳 学文社 1998